# 王郡 (台湾鎮総兵)
王 郡（おう ぐん、? – 1756年）は、清朝の武官官員。本籍は陝西。1727年に台湾への赴任を命じられ、陳倫炯の後任として台湾鎮総兵として着任。清朝統治時代の台湾においてこの官職は、台湾地区を管理する台湾道の最高指揮官であった。
| 軍職        | 軍職                  | 軍職        |
| ----------- | --------------------- | ----------- |
| 先代 陳倫炯 | 台湾鎮総兵 1727年着任 | 次代 呂瑞麟 |